# Grande Prêmio da Austrália de 2017
O Grande Prêmio da Austrália de 2017 (formalmente denominado 2017 Formula 1 Rolex Australian Grand Prix) foi a primeira etapa da temporada de 2017 da Fórmula 1. Disputada em 26 de março de 2017 no Circuito de Albert Park em Melbourne, Austrália. Primeira corrida do ano foi vencida pelo alemão Sebastian Vettel. Completam o pódio o inglês Lewis Hamilton e o finlandês Valtteri Bottas.

## Relatório

### Antecedentes
O alemão Pascal Wehrlein feriu-se nas costas em um acidente na Corrida dos Campeões em janeiro e viu-se forçado a perder a primeira semana dos testes de pré-temporada em Barcelona. Apesar de ter completado a segunda semana e realizar os treinos livres na sexta-feira em Melbourne, ele informou à equipe, já na manhã de sábado na Austrália, que estava preocupado com suas aptidões para realizar a prova e preferiu não continuar. Ele foi substituído pelo terceiro piloto da Ferrari, Antonio Giovinazzi. A diretora da Sauber, Monisha Kaltenborn, disse que estava confiante de que Wehrlein estaria totalmente apto para o Grande Prêmio da China.

### Treino Classificatório
Q1

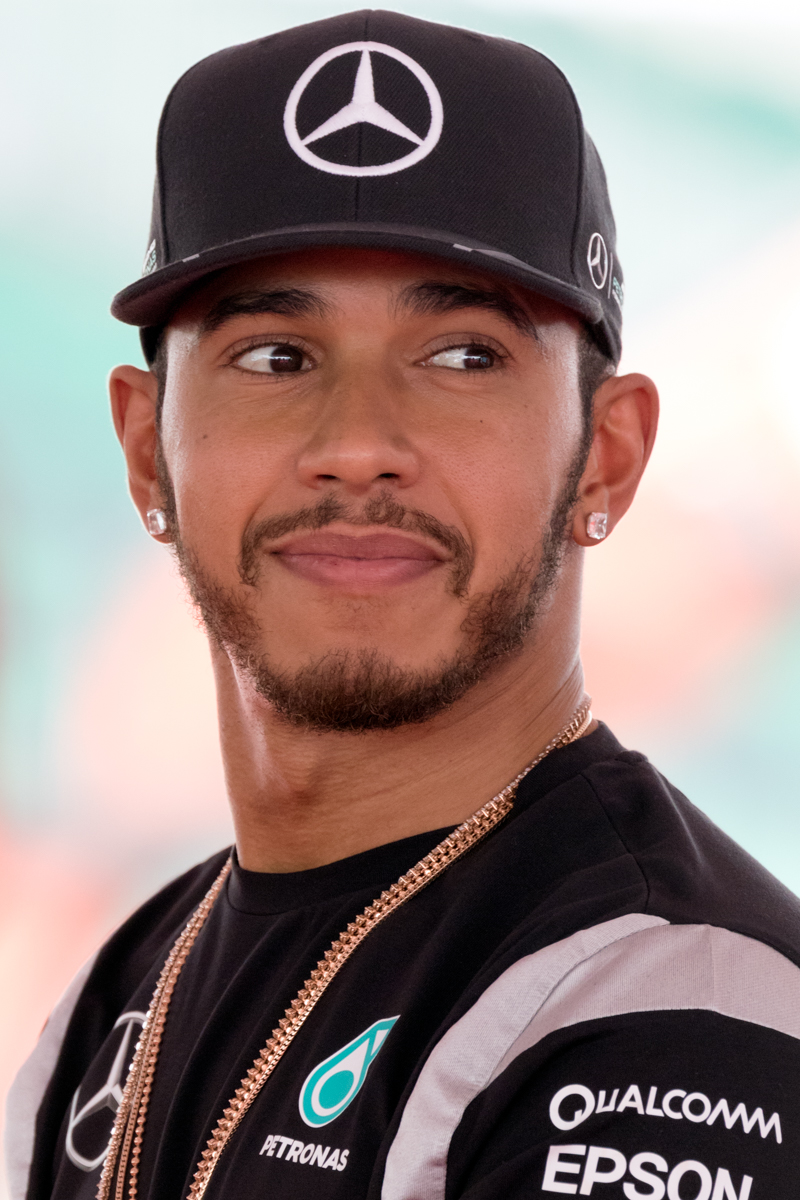
Hamilton foi o pole position da corrida

Ao início da sessão, enquanto todas as equipes iniciaram com pneus ultra macios, a Ferrari optou pelos super macios e fez o melhor tempo, com Sebastian Vettel. Porém, logo em seguida, Lewis Hamilton c bateu seu tempo, seguido pelo companheiro de equipe, Valtteri Bottas. Apesar de a Williams ter conseguido consertar o carro de Lance Stroll a tempo do classificatório, a melhor volta do piloto não foi suficiente para que ele avançasse ao Q2 — apesar de ter ficado em 19º, o canadense largará em último, já que foi punido com cinco posições no grid pela troca da caixa de câmbio do seu carro. O brasileiro Felipe Massa fez o 8º melhor tempo e avançou para a etapa seguinte. 
Fora eliminados Antonio Giovinazzi (Sauber), Kevin Magnussen (Haas), Stoffel Vandoorne (McLaren), Lance Stroll (Williams) e Jolyon Palmer (Renault).
Q2
As duplas de Mercedes e Ferrari foram foram as primeiras a sair para a pista logo que a bandeira verde foi dada. E foram esses os quatro mais velozes, com Bottas e Hamilton nas duas primeiras colocações, seguidos diretamente por Räikkönen e Vettel. A RBR veio logo atrás, com Ricciardo e Verstappen. Felipe Massa foi o sétimo mais veloz, tendo Grosjean e a dupla da STR ao seu logo em seguida como a surpresa deste início de temporada. A Force India, quarta nos construtores em 2016, não passou para o Q3.
Foram eliminados Sergio Perez (Force India), Nico Hulkenberg (Renault), Fernando Alonso (McLaren), Esteban Ocon (Force India) e  Marcus Ericsson (Sauber).
Q3
Mais uma vez, as equipes de ponta foram as primeiras a sair dos boxes. Os tempos ficaram na mesma media conforme os pilotos realizaram suas voltas rápidas, com Hamilton, Vettel, Bottas se revezando na primeira colocação. Mas quem terminou na liderança foi o britânico da Mercedes, marcando um novo recorde da pista. Momentos depois de Lewis anotar aquela que seria a primeira pole do ano, o treino foi interrompido com bandeira vermelha em função de uma pancada de Ricciardo na saída da curva 14. Como o piloto não havia anotado tempo, largará automaticamente em 10º. Com a bandeira verde, Romain Grosjean completou uma boa volta e colocou a Haas no sexto lugar. Felipe Massa não conseguiu superar o francês e ficou com o sétimo melhor tempo.

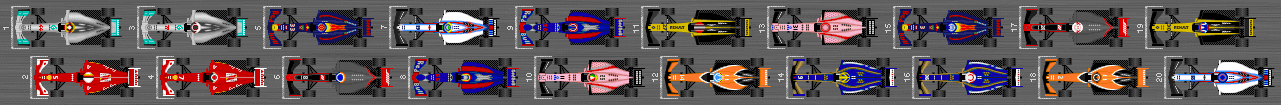
Grid de Largada

### Corrida
Pouco antes do início da prova, Ricciardo teve problemas em seu carro na volta de apresentação, obrigando o australiano largar dos boxes e com duas voltas de atraso. Por conta disso, na formação do grid aconteceu um erro de posicionamento dos carros e a primeira largada fora abortada.
As posições permaneceram as mesmas após a largada. O único incidente da primeira volta foi na curva 3, entre Marcus Ericsson e Kevin Magnussen. Os cinco primeiros eram Hamilton, Vettel, Bottas, Räikkönen, Verstappen. Massa ganhou o lugar de Grosjean e foi para sexto. Nas primeiras voltas, corrida não teve ação. Os carros continuaram nas mesmas posições com pouquíssimas alterações. Duas voltas depois da largada, Ricciardo finalmente saiu dos boxes para participar da corrida, entretanto a prova do piloto da casa já estava comprometida.
Com 10 voltas completas, Vandoorne parava nos boxes, pois reclamava de falta de potência no motor. O belga ficou parado um bom tempo nos boxes e retornou para a pista. Palmer reclamava de problemas de freio. Grosjean era o sétimo quando acabou abandonando a prova na volta 15 com problemas de motor após parar nos boxes.
Na 18.ª volta, quando ocupava a liderança, Hamilton parou nos boxes  para trocar os pneus ultramacios para os compostos macios, porém voltou em quinto lugar, preso atrás da Red Bull de Max Verstappen. Vettel, então, aproveitou-se para atrasar o pit stop e abriu a vantagem necessária para manter-se na ponta depois da parada. O alemão parou na volta 23 e retornou à frente da briga entre Hamilton e Verstappen. O erro estratégico da Mercedes deu a liderança a Vettel, que com as paradas de Bottas e Räikkönen, assumiu o primeiro lugar. Hamilton foi ficando para trás com o passar das voltas. Com distanciamento de Vettel, Bottas foi se aproximando do inglês. No entanto, o finlandês não chegou perto para atacar o parceiro.
Palmer abandonou a corrida na volta 17. Na volta 29, Ricciardo também abandonou a prova. Ocupando o décimo lugar até a parte final da prova, Alonso foi obrigado a abandonar no fim com problemas de suspensão. No giro 43, Lance Stroll, que vinha na 13a colocação, errou sozinho e foi para a área de escape, danificando muito o assoalho de seu Williams, obrigando-o a abandonar a prova.
O vencedor da corrida foi Sebastian Vettel, seguido de Lewis Hamilton e Valteri Bottas. Vettel concluiu a corrida em 1:24.11,670 horas, com uma vantagem 9,975 segundos à frente de Hamilton.
Não concluíram a prova o australiano Daniel Ricciardo (Red Bull), o francês Romain Grosjean (Haas), o britânico Jolyon Palmer (Renault), o sueco Marcus Ericsson (Sauber), o canadiano Lance Stroll (Williams), o dinamarquês Kevin Magnussen (Haas) e o espanhol Fernando Alonso (McLaren).

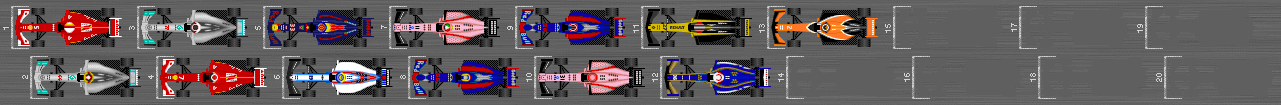
Resultado da corrida

## Pneus
| Nome do composto | Cor | Banda de rolamento | Condições de Tempo | Dry Type  | Aderência      | Longevidade   |
| ---------------- | --- | ------------------ | ------------------ | --------- | -------------- | ------------- |
| Ultra Macio      |     | Slick (P Zero)     | Seco               | Ultrasoft | Mais aderência | Menos durável |
| Super Macio      |     | Slick (P Zero)     | Seco               | Supersoft | Mais aderência | Menos durável |
| Macio            |     | Slick (P Zero)     | Seco               | Soft      | Médio          | Médio         |

## Resultados

### Treino Classificatório
| Pos.                     | Nº | Piloto             | Construtor           | Q1       | Q2       | Q3       | Grid |
| ------------------------ | -- | ------------------ | -------------------- | -------- | -------- | -------- | ---- |
| 1                        | 44 | Lewis Hamilton     | Mercedes             | 1:24.191 | 1:23.251 | 1:22.188 | 1    |
| 2                        | 5  | Sebastian Vettel   | Ferrari              | 1:25.210 | 1:23.401 | 1:22.456 | 2    |
| 3                        | 77 | Valtteri Bottas    | Mercedes             | 1:24.514 | 1:23.215 | 1:22.481 | 3    |
| 4                        | 7  | Kimi Räikkönen     | Ferrari              | 1:24.352 | 1:23.376 | 1:23.033 | 4    |
| 5                        | 33 | Max Verstappen     | Red Bull-TAG Heuer   | 1:24.482 | 1:24.092 | 1:23.485 | 5    |
| 6                        | 8  | Romain Grosjean    | Haas-Ferrari         | 1:25.419 | 1:24.718 | 1:24.074 | 6    |
| 7                        | 19 | Felipe Massa       | Williams-Mercedes    | 1:25.099 | 1:24.597 | 1:24.443 | 7    |
| 8                        | 55 | Carlos Sainz Jr.   | Toro Rosso           | 1:25.542 | 1:24.997 | 1:24.487 | 8    |
| 9                        | 26 | Daniil Kvyat       | Toro Rosso           | 1:25.970 | 1:24.864 | 1:24.512 | 9    |
| 10                       | 3  | Daniel Ricciardo   | Red Bull-TAG Heuer   | 1:25.383 | 1:23.989 | S/Tempo  | 15 2 |
| 11                       | 11 | Sergio Pérez       | Force India-Mercedes | 1:25.064 | 1:25.081 | —        | 10   |
| 12                       | 27 | Nico Hülkenberg    | Renault              | 1:24.975 | 1:25.091 | —        | 11   |
| 13                       | 14 | Fernando Alonso    | McLaren-Honda        | 1:25.872 | 1:25.425 | —        | 12   |
| 14                       | 31 | Esteban Ocon       | Force India-Mercedes | 1:26.009 | 1:25.568 | —        | 13   |
| 15                       | 9  | Marcus Ericsson    | Sauber-Ferrari       | 1:26.236 | 1:26.465 | —        | 14   |
| 16                       | 36 | Antonio Giovinazzi | Sauber-Ferrari       | 1:26.419 | —        | —        | 16   |
| 17                       | 20 | Kevin Magnussen    | Haas-Ferrari         | 1:26.847 | —        | —        | 17   |
| 18                       | 2  | Stoffel Vandoorne  | McLaren-Honda        | 1:26.858 | —        | —        | 18   |
| 19                       | 18 | Lance Stroll       | Williams-Mercedes    | 1:27.243 | —        | —        | 20 1 |
| 20                       | 30 | Jolyon Palmer      | Renault              | 1:28.244 | —        | —        | 19   |
| Tempo dos 107%: 1:30.084 |    |                    |                      |          |          |          |      |
| Fonte:                   |    |                    |                      |          |          |          |      |

Notas
↑1  - Lance Stroll (Williams) perdeu cinco posições no grid por conta de uma troca não programada da caixa de câmbio.
↑2  - Daniel Ricciardo (Red Bull) perdeu cinco posições no grid por conta de uma troca não programada da caixa de câmbio.

### Corrida
| Pos.   | Nu. | Piloto             | Construtor           | Voltas | Tempo/Retirado      | Grid | Pontos |
| ------ | --- | ------------------ | -------------------- | ------ | ------------------- | ---- | ------ |
| 1      | 5   | Sebastian Vettel   | Ferrari              | 57     | 1:24:11.672         | 2    | 25     |
| 2      | 44  | Lewis Hamilton     | Mercedes             | 57     | +9.975              | 1    | 18     |
| 3      | 77  | Valtteri Bottas    | Mercedes             | 57     | +11.250             | 3    | 15     |
| 4      | 7   | Kimi Räikkönen     | Ferrari              | 57     | +22.393             | 4    | 12     |
| 5      | 33  | Max Verstappen     | Red Bull-TAG Heuer   | 57     | +28.827             | 5    | 10     |
| 6      | 19  | Felipe Massa       | Williams-Mercedes    | 57     | +1:23.386           | 7    | 8      |
| 7      | 11  | Sergio Pérez       | Force India-Mercedes | 56     | +1 Volta            | 10   | 6      |
| 8      | 55  | Carlos Sainz Jr.   | Toro Rosso           | 56     | +1 Volta            | 8    | 4      |
| 9      | 26  | Daniil Kvyat       | Toro Rosso           | 56     | +1 Volta            | 9    | 2      |
| 10     | 31  | Esteban Ocon       | Force India-Mercedes | 56     | +1 Volta            | 13   | 1      |
| 11     | 27  | Nico Hülkenberg    | Renault              | 56     | +1 Volta            | 11   |        |
| 12     | 36  | Antonio Giovinazzi | Sauber-Ferrari       | 55     | +2 Voltas           | 16   |        |
| 13     | 2   | Stoffel Vandoorne  | McLaren-Honda        | 55     | +2 Voltas           | 18   |        |
| Ret    | 14  | Fernando Alonso    | McLaren-Honda        | 50     | Suspensão           | 12   |        |
| Ret    | 20  | Kevin Magnussen    | Haas-Ferrari         | 46     | Suspensão           | 17   |        |
| Ret    | 18  | Lance Stroll       | Williams-Mercedes    | 40     | Freios              | 20   |        |
| Ret    | 3   | Daniel Ricciardo   | Red Bull-TAG Heuer   | 25     | Unidade de Potência | 15   |        |
| Ret    | 9   | Marcus Ericsson    | Sauber-Ferrari       | 21     | Colisão             | 14   |        |
| Ret    | 30  | Jolyon Palmer      | Renault              | 15     | Freios              | 19   |        |
| Ret    | 8   | Romain Grosjean    | Haas-Ferrari         | 13     | Vazamento de Agua   | 6    |        |
| Fonte: |     |                    |                      |        |                     |      |        |

## Curiosidades
- Primeira corrida de Lance Stroll.
- Primeira corrida de Antonio Giovinazzi.
- Primeiros pontos da carreira de Esteban Ocon.

## Voltas na Liderança
- Commons
- Wikinotícias

| Nº de Voltas | Piloto           | Voltas            |
| ------------ | ---------------- | ----------------- |
| 38           | Sebastian Vettel | (17-22) - (26-57) |
| 16           | Lewis Hamilton   | (1-16)            |
| 2            | Valtteri Bottas  | (23-24)           |
| 1            | Kimi Räikkönen   | (25)              |

## 2017DHLFastest Pit Stop Award

### Resultado
| 1      | 19 | Felipe Massa     | Williams-Mercedes    | 2.34 | 25 |
| 2      | 77 | Valtteri Bottas  | Mercedes             | 2.47 | 18 |
| 3      | 18 | Lance Stroll     | Williams-Mercedes    | 2.65 | 15 |
| 4      | 55 | Carlos Sainz Jr. | Toro Rosso           | 2.95 | 12 |
| 5      | 5  | Sebastian Vettel | Ferrari              | 2.98 | 10 |
| 6      | 44 | Lewis Hamilton   | Mercedes             | 3.03 | 8  |
| 7      | 33 | Max Verstappen   | Red Bull-TAG Heuer   | 3.14 | 6  |
| 8      | 11 | Sergio Pérez     | Force India-Mercedes | 3.15 | 4  |
| 9      | 31 | Esteban Ocon     | Force India-Mercedes | 3.19 | 2  |
| 10     | 7  | Kimi Räikkönen   | Ferrari              | 3.23 | 1  |
| Fonte: |    |                  |                      |      |    |

### Classificação
| Tabela do DHL Fastest Pit Stop Award \| Pos \| Construtor \| Pontos \| \| --- \| -------------------- \| ------ \| \| 1 \| Williams-Mercedes \| 40 \| \| 2 \| Mercedes \| 26 \| \| 3 \| Toro Rosso \| 12 \| \| 4 \| Ferrari \| 11 \| \| 5 \| Red Bull-TAG Heuer \| 6 \| \| 6 \| Force India-Mercedes \| 6 \| \| 7 \| Renault \| 0 \| \| 8 \| Sauber-Ferrari \| 0 \| \| 9 \| McLaren-Honda \| 0 \| \| 10 \| Haas-Ferrari \| 0 \| |                      |        |
| Pos | Construtor           | Pontos |
| 1 | Williams-Mercedes    | 40     |
| 2 | Mercedes             | 26     |
| 3 | Toro Rosso           | 12     |
| 4 | Ferrari              | 11     |
| 5 | Red Bull-TAG Heuer   | 6      |
| 6 | Force India-Mercedes | 6      |
| 7 | Renault              | 0      |
| 8 | Sauber-Ferrari       | 0      |
| 9 | McLaren-Honda        | 0      |
| 10 | Haas-Ferrari         | 0      |

## Tabela do campeonato após a corrida
Somente as cinco primeiras posições estão incluídas nas tabelas.
| Pos | Piloto           | Pontos |
| --- | ---------------- | ------ |
| 1   | Sebastian Vettel | 25     |
| 2   | Lewis Hamilton   | 18     |
| 3   | Valtteri Bottas  | 15     |
| 4   | Kimi Räikkönen   | 12     |
| 5   | Max Verstappen   | 10     |

| Pos | Construtor           | Pontos |
| --- | -------------------- | ------ |
| 1   | Ferrari              | 37     |
| 2   | Mercedes             | 33     |
| 3   | Red Bull-TAG Heuer   | 10     |
| 4   | Williams-Mercedes    | 8      |
| 5   | Force India-Mercedes | 7      |